# Saison 2016 de l'équipe cycliste Lotto-Soudal U23
La saison 2016 de l'équipe cycliste Lotto-Soudal U23 est la dixième de cette équipe.

## Préparation de la saison 2016

### Arrivées et départs
| Arrivées          | Équipe 2015          |
| ----------------- | -------------------- |
| Alex Braybrooke   | HMT Academy          |
| Jonas Castrique   | Zannata-Lotto Menen  |
| Stan Dewulf       | Zannata-Lotto Menen  |
| Robbe Ghys        | Sport en Moedig Genk |
| Mikkel Honoré     |                      |
| Kevin Inkelaar    | Avia Wcup            |
| Ward Jaspers      | Balen BC             |
| Bjorg Lambrecht   | Avia Wcup            |
| Edward Planckaert | BCV Works-Soenens    |
| Harm Vanhoucke    | VZW Young            |
| Thomas Vereecken  | Avia Wcup            |
| Aaron Verwilst    | Tieltse Rennersclub  |

| Départs               | Équipe 2016                         |
| --------------------- | ----------------------------------- |
| Jean-Albert Carnevali | Verandas Willems-Crabbé-CC Chevigny |
| Maarten Craeghs       | Profel United                       |
| Laurens De Plus       | Etixx-Quick Step                    |
| Frederik Frison       | Lotto-Soudal                        |
| Alexander Geuens      | Crelan-Vastgoedservice              |
| Mathias Krigbaum      | Veranclassic-Ago                    |
| Hayden McCormick      | ONE                                 |
| Ruben Pols            | Topsport Vlaanderen-Baloise         |
| Brecht Ruyters        | VL Technics-Experza-Abutriek        |
| George Tansley        | retraite                            |
| Dries Van Gestel      | Topsport Vlaanderen-Baloise         |
| Kenneth Van Rooy      | Topsport Vlaanderen-Baloise         |
| Massimo Vanderaerden  | Veranclassic-Ago                    |
| Dieter Verwilst       | retraite                            |

## Coureurs et encadrement technique

### Effectif

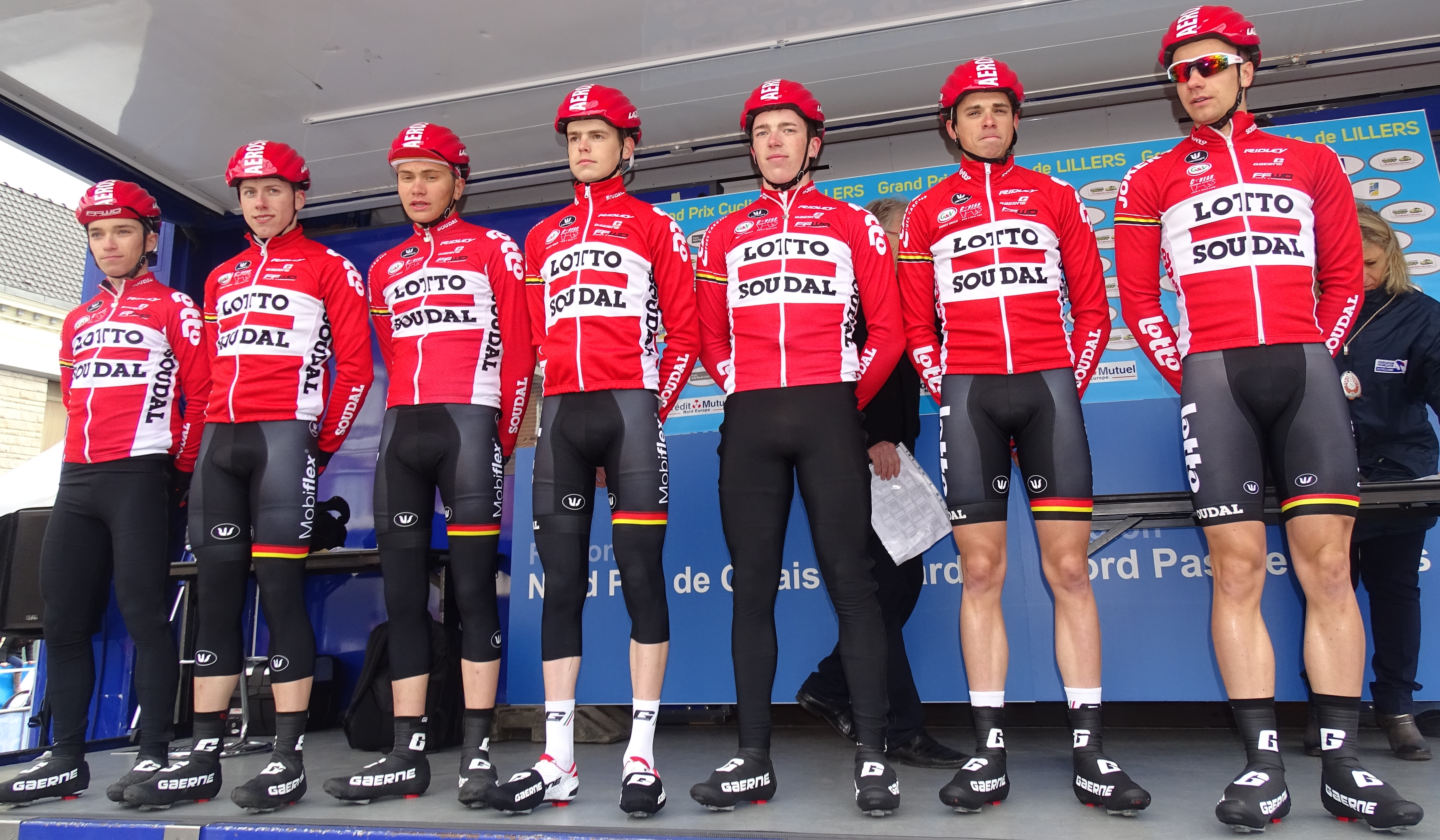
Bjorg Lambrecht, Thomas Vereecken, Alex Braybrooke, Harm Vanhoucke, Stan Dewulf, Steff Hermans et Kevin Deltombe lors du Grand Prix de Lillers-Souvenir Bruno Comini 2016.

| Cycliste           | Date de naissance | Nationalité | Équipe 2015          |  |
| ------------------ | ----------------- | ----------- | -------------------- |  |
| Alex Braybrooke    | 12 août 1997      | Royaume-Uni | HMT Academy          |  |
| Jonas Castrique    | 13 janvier 1997   | Belgique    | Zannata-Lotto Menen  |  |
| Steff Cras         | 13 février 1996   | Belgique    | Lotto-Soudal U23     |  |
| Kevin Deltombe     | 27 février 1994   | Belgique    | Lotto-Soudal U23     |  |
| Stan Dewulf        | 20 décembre 1997  | Belgique    | Zannata-Lotto Menen  |  |
| Robbe Ghys         | 11 janvier 1997   | Belgique    | Sport en Moedig Genk |  |
| Michael Goolaerts  | 24 juillet 1994   | Belgique    | Lotto-Soudal U23     |  |
| Steff Hermans      | 18 avril 1996     | Belgique    | Lotto-Soudal U23     |  |
| Mikkel Honoré      | 21 janvier 1997   | Danemark    |                      |  |
| Kevin Inkelaar     | 8 juillet 1997    | Pays-Bas    | Avia Wcup            |  |
| Ward Jaspers       | 30 juin 1997      | Belgique    | Balen BC             |  |
| Bjorg Lambrecht    | 2 avril 1997      | Belgique    | Avia Wcup            |  |
| Senne Leysen       | 18 mars 1996      | Belgique    | Lotto-Soudal U23     |  |
| Milan Menten       | 31 octobre 1996   | Belgique    | Lotto-Soudal U23     |  |
| Edward Planckaert  | 1er février 1995  | Belgique    | BCV Works-Soenens    |  |
| Emiel Planckaert   | 22 octobre 1996   | Belgique    | Lotto-Soudal U23     |  |
| James Shaw         | 13 juin 1996      | Royaume-Uni | Lotto-Soudal U23     |  |
| Mathias Van Gompel | 24 septembre 1995 | Belgique    | Lotto-Soudal U23     |  |
| Harm Vanhoucke     | 17 juin 1997      | Belgique    | VZW Young            |  |
| Joachim Vanreyten  | 31 août 1994      | Belgique    | Lotto-Soudal U23     |  |
| Thomas Vereecken   | 24 juillet 1997   | Belgique    | Avia Wcup            |  |
| Aaron Verwilst     | 2 mai 1997        | Belgique    | Tieltse Rennersclub  |  |
| Enzo Wouters       | 21 mars 1996      | Belgique    | Lotto-Soudal U23     |  |

Portraits
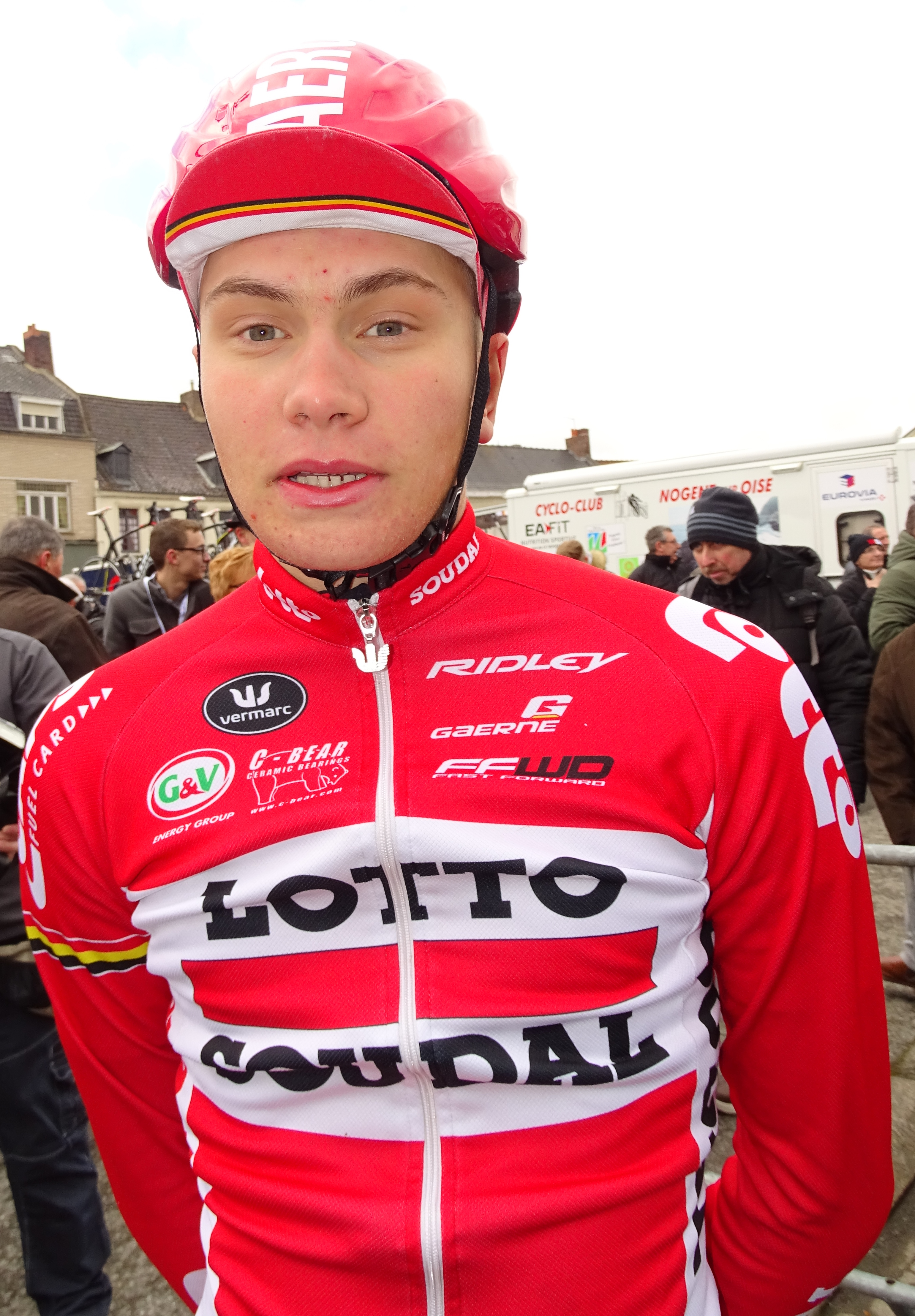
Alex Braybrooke.
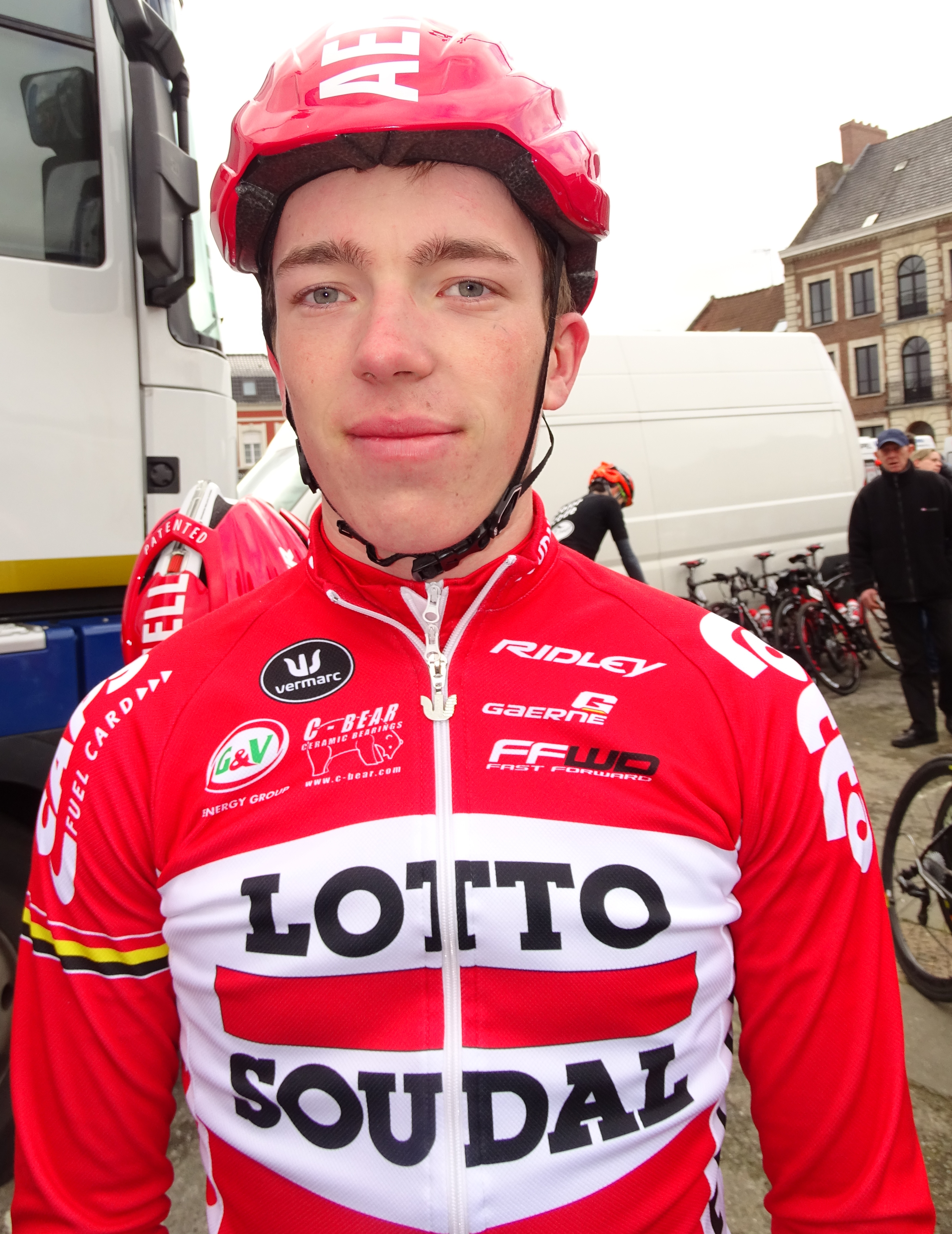
Stan Dewulf.
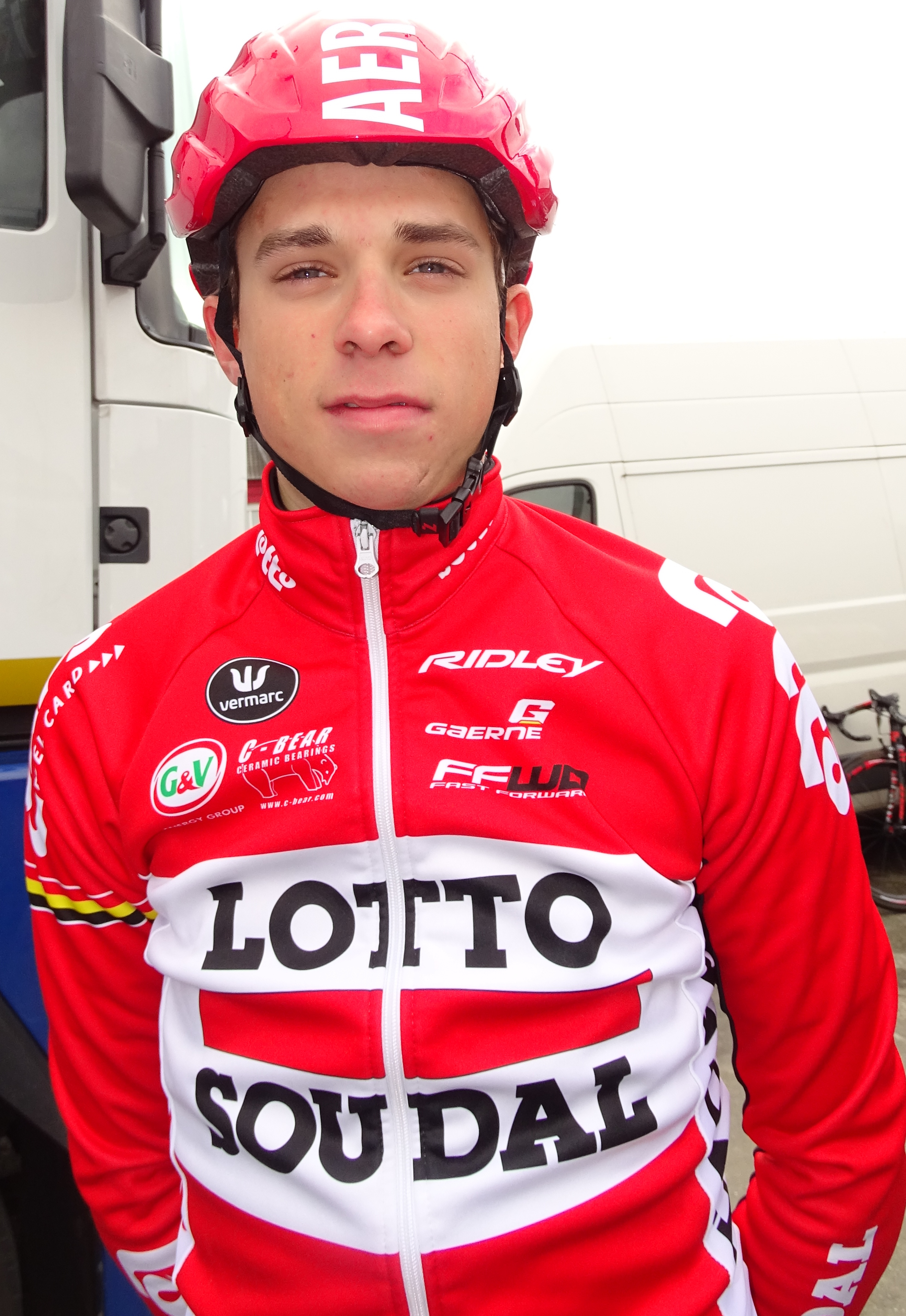
Steff Hermans.
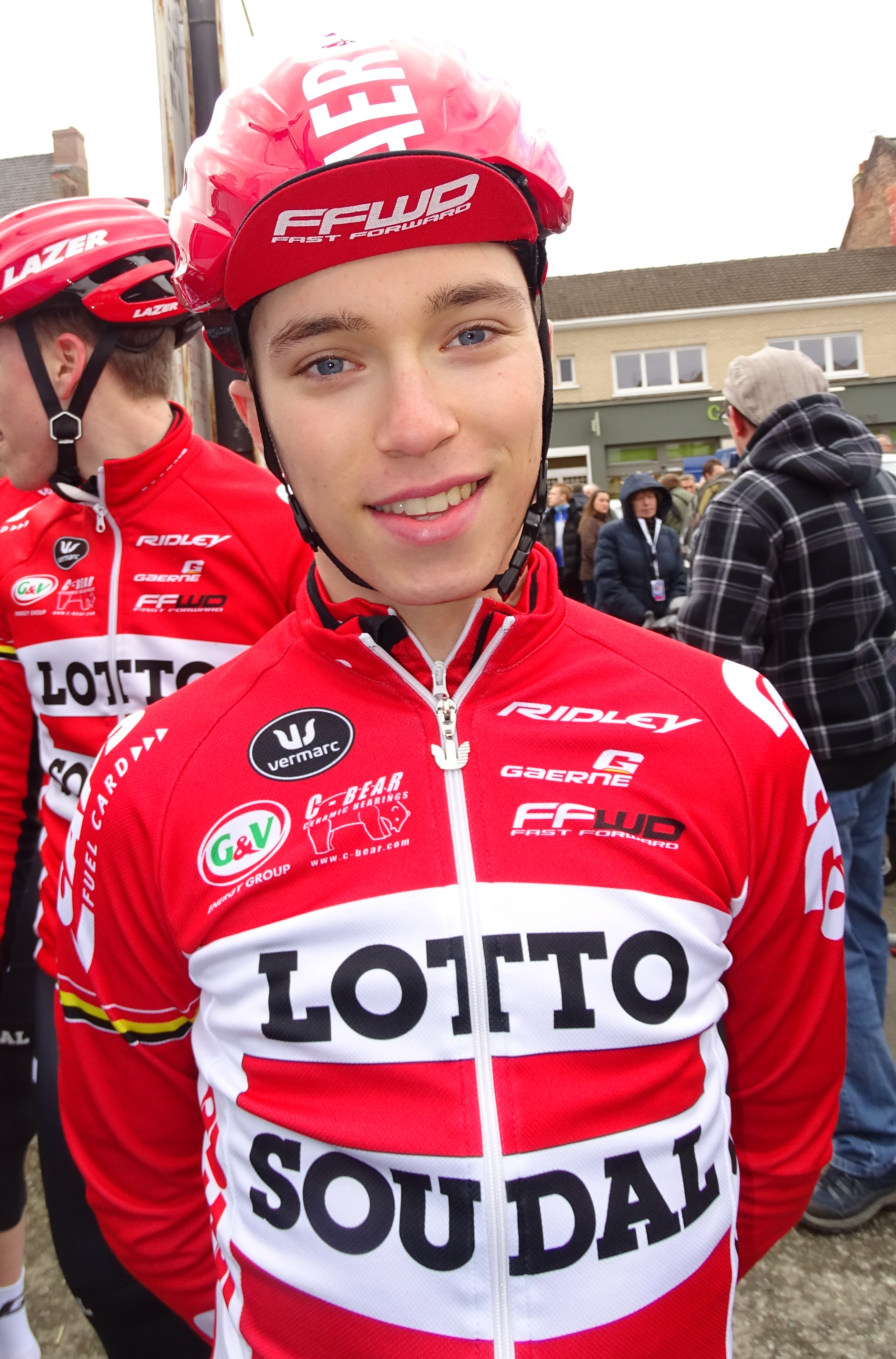
Bjorg Lambrecht.
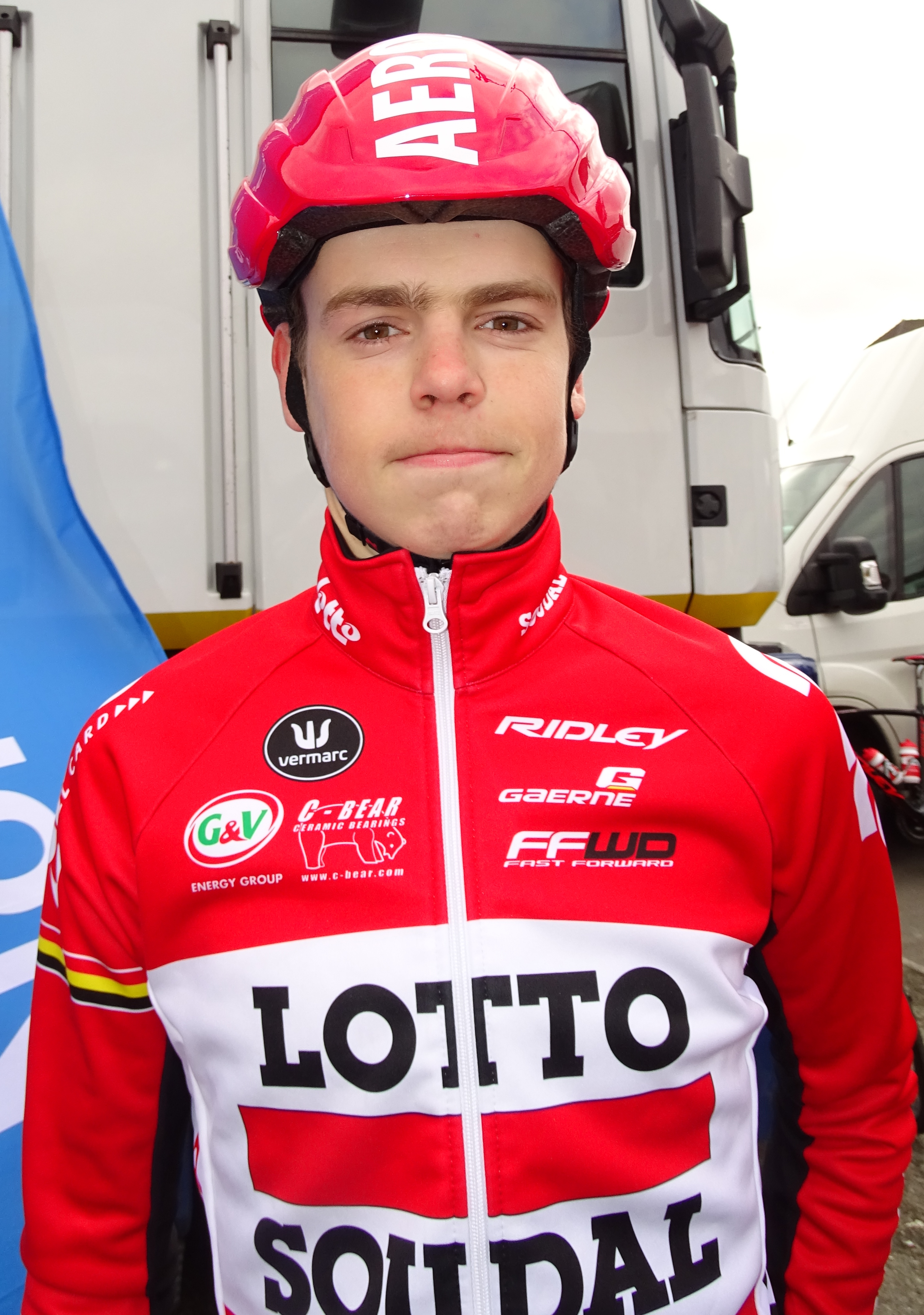
Harm Vanhoucke.
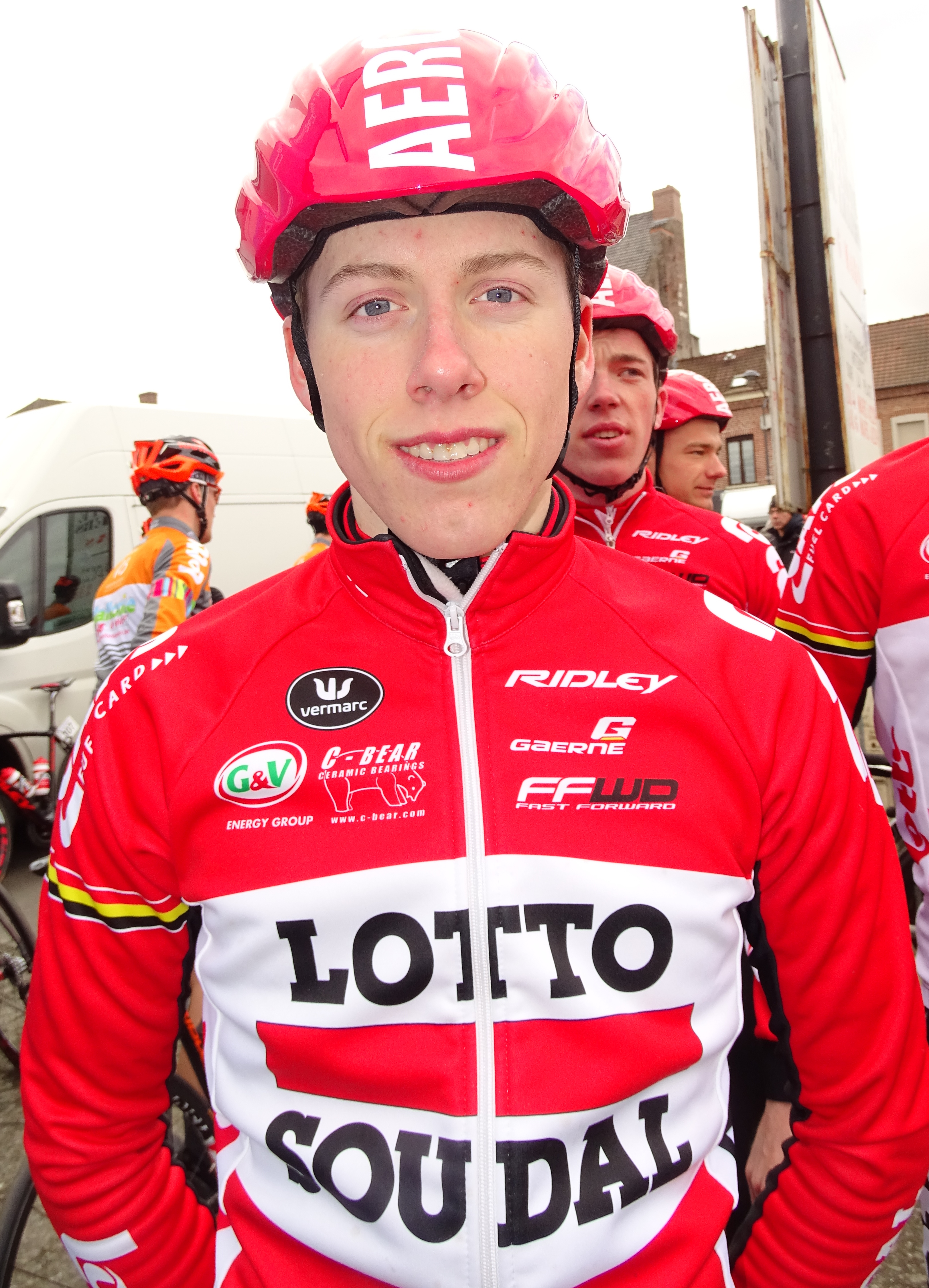
Thomas Vereecken.
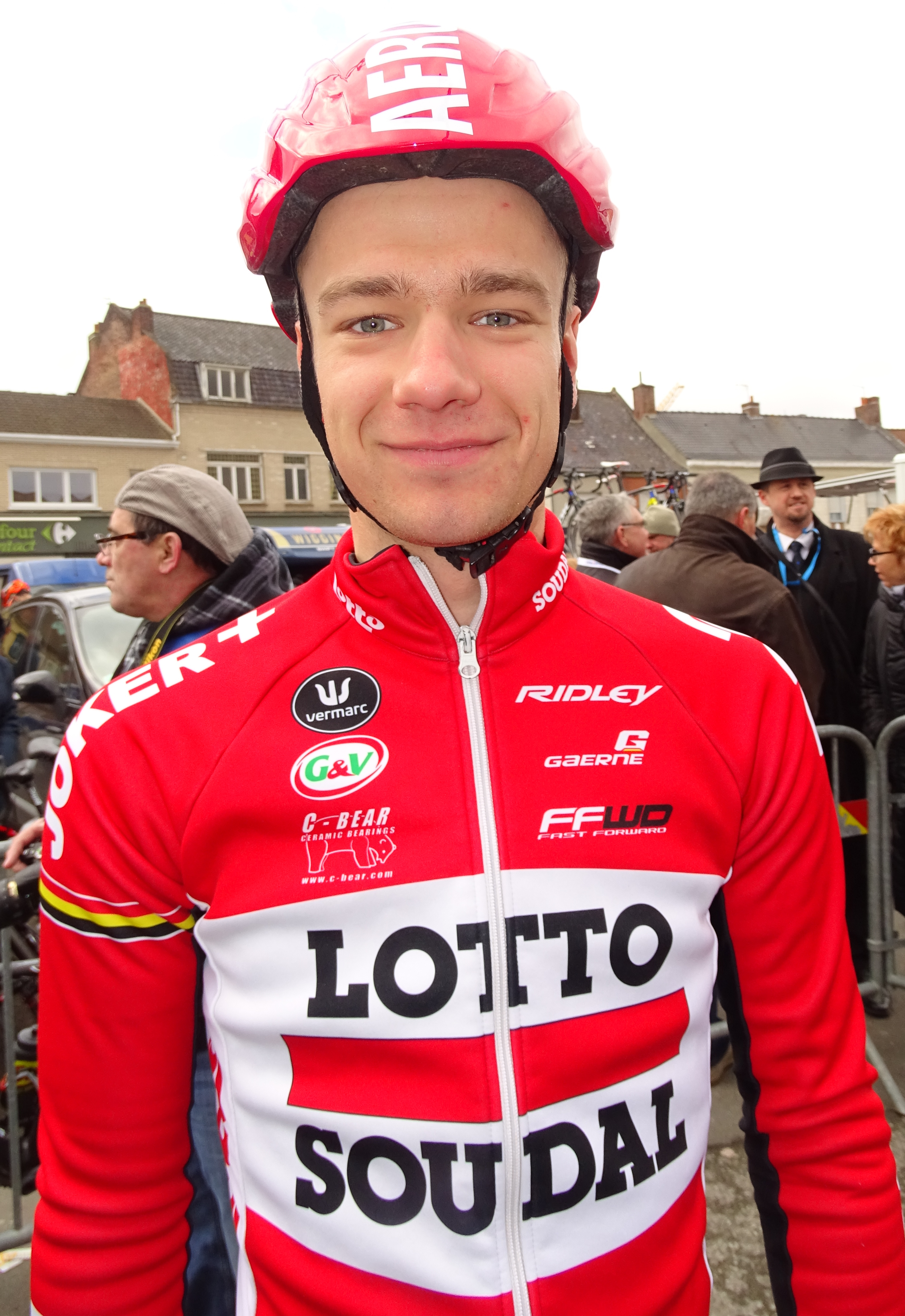
Kevin Deltombe.

## Bilan de la saison

### Victoires
| Date       | Course                                    | Pays     | Classe | Vainqueur         |
| ---------- | ----------------------------------------- | -------- | ------ | ----------------- |
| 17/06/2016 | 2e étape du Tour de Savoie Mont-Blanc     | France   | 2.2    | Harm Vanhoucke    |
| 14/08/2016 | Championnat de Belgique sur route espoirs | Belgique | CN     | Joachim Vanreyten |